# Собибор (лагер на смъртта)
Лагер на смъртта в Собибор (официално SS-Sonderkommando Sobibor) е германски нацистки лагер на смъртта, действащ от май 1942 г. до октомври 1943 г. край железопътна гара Собибор на линията Хелм – Влодава.
Лагерът е създаден в рамките на акция „Райнхарт“ с цел унищожаване на еврейското население. Хитлеристите изпращат в лагера транспорти от гетата и трудовите лагери в окупирана Полша, преди всичко от Любелски дистрикт. Освен това в Собибор биват избивани евреи от Австрия, Протекторат Чехия и Моравия, Франция, Холандия, Германия, Словакия и СССР. Жертвите са убивани в стационарни газови камери чрез използване на изгорели газове.
Затворниците – целенасочено обречени на смърт – са подлагани на глад, болести и чудовищна жестокост от страна на пазачите. С времето в Собибор се създава лагерна конспирация. На 14 октомври 1943 г. в лагера избухва въстание, в което са убити около 300 затворници. Броят на тези, които оцеляват след войната е около 40 – 70 души.
В посветените на темата публикации броят на убитите в Собибор евреи се определя от 130 000 до 300 000 души. В общественото съзнание обаче се помни цифрата 250 000 жертви, приета по време на първото следвоенно следствие. Направените от Роберт Кувалек проучвания, чиито резултати са публикувани през 2014 г., сочат обаче, че броят на жертвите в Собибор в действителност е около 170 – 180 000 души.

## Създаване на лагера
Най-вероятно през есента на 1941 г. на най-високите нива на хитлеристкия режим започва да кристализира концепцията за „окончателно решение на еврейския въпрос“ чрез физическо унищожаване.
Хитлеристката администрация в окупирана Полша очаква, че по този начин ще бъдат решени редица икономически и санитарни проблеми. Ключова роля при вземането на решение за геноцид над евреите има началникът на SS и полицията в Любелски дистрикт – SS-бригадефюрер Одило Глобочник.
През есента на 1941 г. е взето решение за построяването на още един лагер на смъртта в Любелски дистрикт (след този в Белжец). Петер Лонгерих предполага, че решението е взето след разговор на Химлер с делегация на марионетното правителство на Словакия през последните дни на октомври 1941 и е свързано с планираното депортиране на словашки евреи до Любелски дистрикт. През есента на 1941 г. е взето решение за построяването на още един лагер на смъртта в Любелски дистрикт (след този в Белжец). Петер Лонгерих предполага, че решението е взето след разговор на Химлер с делегация на марионетното правителство на Словакия през последните дни на октомври 1941 и е свързано с планираното депортиране на словашки евреи до Любелски дистрикт. Вторият лагер е предназначен да изпълнява помощна функция по отношение на лагера в Белжец. За място, на което да бъде построен е избран Собибор. Няколко са предпоставките за този избор. Една от основните е фактът, че железопътната гара Собибор, край която е построен лагерът дава възможност да бъдат приемани транспорти и осигурява добри връзки с местата, в които има еврейски гета. Наоколо се простират залесени и слабо населени терени, което улеснява опазването на тайната за геноцид. Близостта на бившата немско-съветска граница от 1939 – 1941 г., помага да се приспи бдителността на жертвите, които биват убеждавани, че Собибор е просто преходен лагер, от който по-късно ще бъдат изпратени да работят на Изток. Историците не са единодушни що се отнася до това дали от самото начало лагерите в Белжец и Собибор са били предназначени за унищожаване на всички евреи от Генералната губерния или е трябвало да бъдат използвани преди всичко за избиване на еврейското население в Любелски дистрикт. Със сигурност обаче по време на конференцията във Ванзее през януари 1942 г. представителите на Генералната губерния получават съгласие „окончателното решаване“ да обхване най-напред тамошното еврейско население. Химлер поверява ръководството на акцията получила кодовото име „Райнхарт“ на Глобочник. За начало на акцията се приема 17 март 1942 г., когато от гетата в Люблин и Лвов са изпратени първите транспорти до лагера в Белжец.

## Изграждане на лагера
Подготовката за изграждане на лагера започва през есента на 1941 г., най-вероятно в края на октомври и началото на ноември. Околностите на гара Собибор са посетени от екипи на SS, които измерват терена. Първите композиции със строителни материали достигат до Собибор в края на 1941 и началото на 1942 г. Доставките пристигат от Хелм и от трудовия лагер в Крихов и са осигурени от фирма „Дойч Хорст“, от изсичането на околните гори и от събарянето на домове в околните гета. През януари и февруари 1942 г. в Собибор е докарана група еврейски работници. Според един от свидетелите те са от Хелм и са около 120 души. Охраняват ги войници на SS от лагера в Осова. За строителните работи отговаря инспектор Мосер от Строителното управление на SS в Хелм. Под негово ръководство са очертани границите на лагера, изсечени са дървета, растящи на терена и са изкопани кладенец.
Същинската строителна дейност започва през март 1942 г. От този момент за организацията на лагера отговаря SS-оберщурмфюрер Рихард Томала.
Същинската строителна дейност започва през март 1942 г. От този момент за организацията на лагера отговаря SS-оберщурмфюрер Рихард Томала. По време на неговото пребиваване в Собибор започва строителството на газови камери и други сгради на терена на лагера, издигнати са огради и са изкопани масови гробове. Всички строителни работи се извършват от полски работници, вербувани от околните селища, и от еврейски работници, докарани от близките гета. Последните непрекъснато са подлагани на бой от страна на пазачите, а понякога са и убивани. След приключване на строителните работи те са убити в газовите камери.
Под ръководството на Томала строителните работи напредват много бързо, но въпреки всичко Глобочник не е доволен от темпото. В края на април 1942 г. поверява длъжността комендант на Собибор на ветерана от акция Т4, SS-оберщурмфюрер Франц Щангл. В интервю, което дава през 1971 г., той твърди, че в онзи момент все още не му е бил известен истинския характер на „работата“, която трябва да върши в окупирана Полша. Едва след като прекарва няколко дни в Собибор и заминава за Белжец, тамошния комендант на лагера и бъдещ инспектор на лагерите на смъртта от акция „Райнхарт“, Кристиан Вирт, му обяснява истинското предназначение на лагера.
Още преди да завършат строителните работи, в Собибор е унищожен един транспорт евреи от Любелски дистрикт и са направени няколко опита за убиване на хора чрез газ. Според Ицхак Арад жертвите са били около 250 евреи, докарани от лагера в Крихов. Най-важен вероятно е бил последният „експеримент“, проведен в края на май – началото на юни, който е бил наблюдаван от Щангл и Вирт. Приблизително по същото време приключва окончателно и строежът на лагера. Масовата екстерминация в Собибор започва през първите дни на май.

## Локализация и топография

### Обща информация
Лагерът е построен край железопътната линия Хелм – Влодава, леко на запад от гара Собибор. Местността е слабо населена. Най-близките населени места са селата Жлобек и Собибор, намиращи се на разстояние съответно 2,5 и 4 километра. Теренът на лагера е добре защитен – от три страни е заобиколен от борова гора, на разстояние 3 – 4 км. На изток тече река Буг, а на юг и запад има блата. Пространството е отворено единствено откъм южната страна на лагера.
При изграждането е използвана съществуващата инфраструктура. Един от товарните коловози на гара Собибор е продължен, така че да стига навътре в лагера и транспортите да бъдат приемани, без да нарушават нормалната работа на гарата. За нуждите на лагера е приспособена сградата, в която преди това се е помещавало лесничейството, пощенската агенция, едно земеделско стопанство, дъскорезница и параклис.
По данни от проведените през 2001 и 2004 г. археологически разкопки общата площ на лагера е била 31,27 хектара, което означава, че Собибор е бил един от най-големите по територия лагери на смъртта в акция „Райнхарт“. Границите на лагера имат неправилна форма и са оградени с тройна ограда от бодлива тел с височина три метра. Между теловете са гъсто вплетени клони, за да бъде предотвратена възможността лагерът да се наблюдава. Между външния плет и останалите два реда на оградата има тесен коридор, покрай който патрулират пазачите, а около оградата има единадесет охранителни кули. В югоизточната част на оградата има две порти: едната е предназначена за персонала, а през другата влизат вагоните с жертви. В края на юни и началото на юли 1943 г., след като двама затворници успяват да избягат, от външната страна на оградата са поставени противопехотни мини. Край минираното пространство са поставени предупредителни табели, като една от тях е намерена при следвоенното разследване.
По образец на лагера в Белжец и лагерът в Собибор е поделен на три части/зони: административно жилищна част, зона за приемане и територия на унищожението. Всяка от зоните е оградена и изолирана от останалите части на лагера. В края на юли 1943 г. започва строежът на т. нар. лагер IV, предназначен за складиране на пленено съветско оръжие. През последния период от съществуването на лагера, е построен още един обект, наричан от свидетелите квартира на „украинския отряд“.
В края на юни 1942 г. на терена на лагера е построена и теснолинейка. Тя е предвидена да превозва евреите, които не могат да се движат със собствени сили, и за транспортиране на телата на умрелите по пътя за Собибор. Коловозът с дължина около 300 – 400 метра свързва рампата от „предния лагер“ и масовите гробове в лагер III. Специален коловоз е построен и в лагер III – между газовите камери и гробовете и скарите за изгаряне.

### „Преден лагер“ и Лагер I
Административно-жилищната зона обхваща югоизточната част на лагера и е поделена на две по-малки части: „преден лагер“ и лагер I.
„Предният лагер“, наричан още предполе (Vorlager), се намира в близост до железопътната гара и представлява място за разтоварване на транспортите. Вагоните влизат в терена на лагера през дървена порта, която се затваря веднага след влизането на последния вагон. В края на глухия коловоз е поставен ограничителен буфер (запазен до наши дни). В края на глухата линия е изградена рампа с дължина около 120 метра. Пътят, водещ преди това към горското стопанство, в рамките на лагера се трансформира в път, по който евреите са отвеждани от рампата до лагер II. По целия път са поставени знаци, насочващи жертвите към „душовете“.
„Предният лагер“ изпълнява също така ролята на жилищна зона за персонал на лагера. Квартирите на есесовци са разположени в три сгради, като една от тях, наричана Schwalbennest („Лястовиче гнездо“) е същевременно и седалище на комендатурата. Във втората сграда – Zum lustigen Floh („Във веселата бълха“), се намира офицерското казино. На север от офицерските сгради се намират бараките, в които живеят пазачите. Хитлеристкият персонал и пазачите имат отделна кухня и столова, отделна пералня и отделни фризьорски помещения. Близо до оградата на „предния лагер“ е построена пекарна, а в склада за униформи има шивачница, в която работят немски затворнички.
Лагер I изпълнява функцията на жилищна зона за еврейските затворници (Arbeitsjuden). В барака №1 живеят шивачи, обущари и дърводелци, а барака № 2 е предназначена за златарите, готвачите, зидарите и чистачите. В барака № 3 живеят основно жени. На територията на лагер I се намират и стопанските обекти: кухня за затворниците, две обущарски и две шивашки работилници, дърводелска и шлосерска работилница и ателие, както и боулинг за хитлеристите. В края на юни, началото на юли 1943 г., след бягството на двама затворници лагер I е ограден с ров, пълен с вода.

### Лагер II
Лагер II е разположен на мястото, където преди това се е намирало горското стопанство. Освен офисът на лагерната администрация, там се намират склад за отнетите от жертвите пари и ценности и медицински склад, в който се съхраняват отнетите лекарства и козметика. Някои от стопанските помещения – свинарник, конюшня, курник, запазват предишните си функции. В близост до лагер II има и зеленчукова градина, в която растат цветя и слънчогледи, помагащи за по-доброто замаскиране на лагера.
На територията на лагер II са издигнати и нови постройки. В една от бараките е инсталиран дизелов двигател, който произвежда електрическа енергия за целия лагер. На празното пространство между лагер II и лагер III са издигнати две сгради – едната се използва за сортиране, а другата като склад на сортираните и готови за транспортиране предмети. Малко по-далеч в специална постройка се изгарят документите и снимките, намерени у жертвите.
Същинската зона за приемане представлява плац, ограден с висок дъсчен плет. Това е мястото, където жертвите се събличат, преди да бъдат изпратени в газовите камери. От вътрешната страна на плета са поставени фалшиви „разписания на влаковете“ и плакати, които призовават да се пази чистота. На плаца има и малък склад, в който се съхранява храната, отнета от жертвите.
Плацът е свързан с територията за усмъртяване чрез телен коридор, наричан „маркуч“ (Schlauch) или „път на възнесението“ (Himmelfahrtstraße). Ширината му е около 3 – 4 метра, а дължината около 150 метра. Входът на „маркуча“ се намира до оградата на съблекалнята, а изходът до сградата с газовите камери. До входа се намира малка будка с надпис „каса“, където от жертвите са отнемани парите, златото и ценностите им. В крайната част на маркуча са разположени три свързани помежду си бараки. Първоначално в едната са отрязвани косите на жените, а по-късно те започват да служат и като съблекалня за жените и децата.

### Лагер III
Лагер III е зоната за екстерминация. Ограден е с двойна ограда от бодлива тел и е пазен толкова строго, че първоначално евреите, изпращани в трудовите отряди, научават едва след няколко дни или дори седмици, че там са загинали близките им. Нито един от затворниците, работили в лагер III, не е оцелял, поради което запазената до днес информация за този лагер е много фрагментарна и непълна.
Първоначално в лагер III работят три газови камери, разположени в тухлена сграда. Обектът се намира в южната част на лагер III, близо до изхода на „маркуча“. Жертвите преминават най-напред през верандата на сградата, където има отделна врата за всяка камера. На стената срещу входните врати има още една врата, през която се извозват труповете. Всяка от камерите е с размери 4×4 метра и може да събере около 200 жертви. Подовете са наклонени към задната врата, за да се улесни изваждането на труповете. Помещенията приличат на баня и на тавана им са монтирани душове, които са свързани с тръби, по които преминават изгорели газове, получени от бензинов двигател, монтиран в малка пристройка. За да не могат пилотите да видят вътрешността на лагера, върху покрива са поставени борови клони и камуфлажна мрежа.
През първите месеци от работата на лагера се оказва, че продуктивността му не е достатъчна. През есента на 1942 г. „старата“ е съборена и на нейно място е издигнат нов обект, чийто строеж е надзираван от строителните специалисти в акция „Райнхарт“: Лоренц Хакенхолт и Ъруин Ламберт. В новата сграда са инсталирани шест газови камери. Според Ицхак Арад в „новите“ хитлеристите са можели да убият едновременно 1300 души.
На терена на лагер III е изкопан масов гроб с огромни размери. Четирите гроба, чиито останки са открити след края на войната, са с обем 15 000 m³ и могат да съберат около 120 000 тела.

### Лагер IV
В резултат от това в края на юли започва строеж на нова лагерна зона, наречена лагер IV или „северният лагер“. Планира се там да бъдат построени подземни складове за оръжие, които да изпълняват ролята на работилници за ремонт и демонтаж. Първите влакови композиции с пленено оръжие пристигат в лагер IV в края на лятото на 1943 г., но изграждането му така и не е довършено, тъй като всички строителни дейности са прекъснати след бунта на затворниците през октомври 1943 г..

### Персоналът
В състава на лагерния персонал влизат около 25 – 30 германци и австрийци. Хитлеристкият персонал подлежи на постоянна ротация, като по-голямата част от него са служители на канцеларията на фюрера, ветерани от акция T4, които при изпращането си на служба в лагерите на смъртта получават офицерски и подофицерски звания. В редиците на персонала намират място много бивши работници от центъра за „евтаназия“ в замъка Хартхайм.
Функцията комендант на лагера изпълняват последователно:
- SS-оберщурмфюрер Франц Щангл, ръководи лагера от края на април до края на август 1942 г., когато е прехвърлен на длъжността комендант на лагера в Треблинка.
- SS-оберщурмфюрер Франц Райхслайтер – замества Щангл през септември 1942 г. и ръководи лагера до ликвидирането му.

През лятото на 1942 г. е създадена позицията заместник-комендант. Източниците сочат имената на различни офицери като изпълнявали тази длъжност в Собибор.
Началник на лагер I е SS-шарфюрер Бруно Вайс. След известно време го замества SS-обершарфюрер Карл Френцел. Първият началник на лагер III е SS-обершарфюрер Курт Болендер. За функционирането на газовите камери отговаря SS-обершарфюрер Ерих Бауер, получил прозвищата Bademeister („баня майстор“) и Gasmeister („газ майстор“). През есента на 1942 г. той замества Болендер на длъжността началник на лагер III. Сортирането и стопанските обекти в лагер II са надзиравани от SS-обершарфюрер Рудолф Бекман. Шеф на лагерната администрация е SS-обершарфюрер Алфред Итнър, преместен по-късно в лагер III. Надзорник на отряда сортиращ дрехите е SS-шарфюрер Карл Щебл. В състава на немския персонал влизат също: SS-обершарфюрер Паул Бредоу Paul Bredow (палач в „лазарета“), SS-обершарфюрер Антон Герцингер (лагер III), SS-обершарфюрер Хуберт Гомески (лагер III, по-късно началник на лагер IV) и др.
Хитлеристкият персонал е подпомаган от 120-членен отряд пазачи (wachman). Те са основно източноевропейски колаборационисти, обучен в лагера на SS в Травники. Повечето от тях са съветски военнопленници, преминали на служба на хитлеристка служба. Често биват определяни като „украинци“, но в действителност сред тях има и представители на други неруски народи от СССР. Случва се да бъдат изпратени и руснаци. Подобно на германския персонал, отрядът на пазачите също се сменя на ротационен принцип. Марек Бем предполага, че по различно време в лагера са служили общо около 440 пазачи. Те изпълняват различни задачи – охраняват затворниците, изпълняват смъртни и други физически наказания, участват в изпращането на жертвите в газовите камери. Първият началник на пазачите в Собибор е SS-шарфюрер Ерих Лахман, заместен през септември 1942 г. от SS-обершарфюрер Зигфрид Гретшус.

## Геноцидът

### Хронология на акцията за екстерминация
Въз основа на показанията на свидетели полските следователи установяват, че първите транспорти достигат до Собибор в началото на май 1942 г. Някои източници сочат, че именно тогава започва и масовото и системно избиване на евреи в лагера. Възможно е още до началото на април да са избити повече от 2000 евреи от гетата в Кажимеж Долни и Вонволница. Също в началото на април, в недовършения още лагер, вероятно са убити и около 24000 евреи от гетото в Рейовец.
Разгарът на акцията обаче е през май и юни 1942 г. Според Р. Кувалек това са „двата най-жестоки месеца“ в историята на лагера. Според изчисленията му, тогава в Собибор са убити близо 65 000 евреи. Това е период, в който пристигат транспорти както от гетата в Любелски дистрикт, така и от Словакия, от Третия райх и от Протекторат Чехия и Моравия.
В началото на юли 1942 г. транспортите до Собибор са спрени почти изцяло, тъй като железопътната линия между Хелм и Влодава пропада във влажната почва и докато траят ремонтните дейности, линията е спряна от експлоатация. Прекъсването в дейността на лагера се налага и поради обширните ремонтни дейности и модернизацията, включваща реновирането на шест газови камери. Причина за спирането би могла да е и започналата ексхумация и кремация на телата на погребаните в масовите гробове. През последвалите три месеца в Собибор са убити няколко хиляди евреи докарани пеша или с автомобили и каруци от Влодава и близките трудови лагери. Масовите депортации са подновени през октомври.
В средата на декември 1942 г. транспортите са спрени отново като този път причината е критичната ситуация на немските войски на източния фронт. Акцията по геноцида е възобновена няколко седмици по-късно. От началото на януари 1943 г., поради закриването на лагера в Белжец, в Собибор започват да пристигат транспорти от гетата в Галиция. От март 1943 г. започват да пристигат транспорти от Франция и Холандия. През август пристига транспорт от Белосток, а през септември няколко транспорта от Минск, Лида и Вилно. Транспортите от Вилно, ликвидирани след 23 август, най-вероятно са последните, които пристигат в Собибор.

### Транспорти до Собибор
Броят на транспортите, изпратени в Собибор, е по-малък в сравнение с изпратените в другите лагери от акция „Райнхарт“, т.е. Белжец и Треблинки. Причината вероятно се корени в по-лошите транспортни връзки. Поради разрушенията, предизвикани от войната, линията, до която се намира лагерът, свършва на гара Орхувек край Влодава и транспорти могат да пристигат единствено от южна посока, т.е. от Люблин и Хелм. Ицхак Арад твърди, че лагерът в Собибор обикновено приема по един транспорт дневно, а често има и прекъсвания. Според други източници най-много транспорти са приемани в първия етап от дейността на лагера – 2 – 3 пъти дневно, както твърди един от полските железничари, работили тогава на гарата в Собибор.
Повечето от жертвите в Собибор са полски евреи. По време на първата фаза, т.е. през май и юни 1942 г., в Собибор е откарано еврейско население от общините Хелм, Хрубешов, Красностав, Пулава и Замощч, както и един транспорт от Бяла Подляска. През лятото на 1942 г., когато е спряно движението на влаковете между Люблин и Влодава, в лагера са убити около 2000 евреи от близките трудови лагери и около 1500 от гетото във Влодава. В последната група има много деца, заловени на 7 август по време на т.нар. детска акция. Следващата фаза на депортиране започва през октомври и завършва в средата на декември 1942 г. През този период пристигат транспорти от общините Хелм, Хрубешов, Красностав и Люблин, както и от близките трудови лагери Крихов и Став. Последните транспорти от Любелски дистрикт пристигат в лагера през 1943 г. През февруари Химлер посещава лагера и специално за него е организирано „показно“ обгазяване, жертва на което стават около 200 еврейки, докарани специално за тази цел от трудовия лагер на „старото летище“ в Люблин. В края на април в Собибор са депортирани евреи от гетата в Избица и Влодава и от трудовия лагер в Ленчна. По изчисления на Р. Кувалек в периода 1942 – 1943 г. в Собибор са избити най-малко 71200 евреи от Любелски дистрикт.
Втората по големина група евреи, убити в Собибор, е от жители от дистрикт Галиция. Първите транспорти, изпратени от Лвов и Любачов, пристигат в лагера през януари 1943 г. Следващите – от Бродув, Дрогобич, Самбор и Стрий, пристигат през последните десет дни на май. Последните „галицийски“ транспорти с около 5 – 6 хиляди жертви, пристигат от Лвов в края на май и началото на юни. По изчисления на Кувалек в Собибор са избити от 13 000 до 15 400 евреи от дистрикт Галиция.
В Собибор много рядко биват депортирани евреи от други дистрикти на Генералната губерния. Единственият транспорт от Радом е изпратен на 21 юли 1942 г. и в него са натоварени 69 евреи от Ричивол, а на 15 януари 1943 г. пристига транспорт с около 1300 жертви от трудовия лагер в Заслав.
В лагера спорадично пристигат транспорти и от други райони на окупирана Полша. Когато през втората половина на август 1943 г. Германия пристъпва към окончателна ликвидация на гетото в Бялосток, оттам е изпратен в Собибор поне един транспорт с около 1000 евреи. На 20 – 21 септември 1943 г. в Собибор пристига влак с близо 1400 жители на гетото в Лида, а след 23 същия месец близо 5000 евреи от гетото във Вилно.
Това, което отличава Собибор от останалите лагери на смъртта в акция „Райнхарт“, е фактът, че в него много по-често биват изпращани транспорти от други европейски страни. Сред тях са:
- около 34 000 холандски евреи, които между 2 март и 20 юли 1943 г. са транспортирани от временните лагери във Вестерборг и Вугт. Част от тях по-късно са изпратени от Собибор в концентрационния лагер Майданек и в различни трудови лагери. От холандските транспорти оцеляват единствено 17 души, като само затворнички са от пребивавалите продължително в Собибор.
- около 24 000 евреи от марионетната Словашка държава. От тях около 8 – 9 хиляди са депортирани директно от Словакия (между 1 и 14 юни 1942 г.), а останалите са такива, които през март и май 1942 г. са изселени в Любелски дистрикт, а в Собибор попадат едва след ликвидацията на тамошните гета и трудови лагери.
- около 7500 евреи са депортирани от територията на Третия райх. Сред тях 1800 австрийски евреи, депортирани от Виена (5 и 14 юни 1942) и 1700 немски евреи, депортирани в два транспорта от Хесен (26 май и 1 юни). Останалите са такива, които през март и май 1942 г. са изселени в Любелски дистрикт, а в Собибор попадат едва след ликвидацията на тамошните гета и трудови лагери.
- около 6600 евреи от Протекторат Чехия и Моравия, от които около 2600 са депортирани директно в Собибор от гетото в Терезиенщат (25 май, 12 и 14 юни 1942). Останалите са такива, които през март и май 1942 г. са изселени в Любелски дистрикт, а в Собибор попадат едва след ликвидацията на тамошните гета и трудови лагери.
- около 4000 френски евреи, които между 4 и 25 март 1943 г. са депортирани от лагера Дранси край Париж. Част от тях са евреи от Марсилия, задържани в края на януари 1943 г. в рамките на операция „Тигър“. Всички френски транспорти преминават през селекция в Люблин. От депортираните френски евреи оцеляват едва 11 души, като само двама са затворници от Собибор.
- от 2500 до 5000 съветски евреи, транспортирани от Минск през втората половина на септември 1943 г. В първия транспорт попадат войници от Червената армия с еврейски произход, докарани от минския пленнически лагер на ул. „Шерока“.

Собибор става лобно място и на еврейски затворници, докарани от ликвидираните лагери на смъртта от акция „Райнхарт“. През юни или в началото на юли 1943 г. на рампата в Собибор са разстреляни 300 – 500 затворници от Белжец. В късната есен на същата година, след приключване на основните дейности, свързани с ликвидирането на лагера, са разстреляни и около 200 евреи, докарани от лагера на смъртта в Треблинка.
Някои от свидетелите твърдят, че в Собибор са убивани и роми, но не е възможно този факт да бъде установен със сигурност, а още по-малко да бъде определен броят им или местата, от които са били. Един от полските железничари свидетелства, че в Собибор са попадали и „християни“, докарани заедно с евреите. Друг твърди, че в лагера са изпращани и поляци и украинци, заловени да укриват евреи, но Роберт Кувалек сочи, че нито един от свидетелите не е имал пряк контакт с нееврейски жертви и всички тези информации идват от трети лица. В годините през войната се появява информация, че в Собибор са убити хиляда поляци. Този брой е отбелязан и върху възпоменателната плоча, монтирана през 1993 г. на входа на терена на лагера. Кувалек обаче подчертава, че тази информация не е потвърдена от следвоенното следствие, и свързва нейната поява с тенденцията властите на Полската народна република да „полонизират“ местата, свързани с геноцида над евреите.

### Modus operandi
Обикновено евреите са извозвани до Собибор с влакови композиции. Според Ицхак Арад влаковете обикновено са имали 20 вагона и са превозвали около 2000 – 2500 души. Според друг автор транспортните композиции от Полша и СССР са имали по около 50 вагона и са превозвали по 5000 души, а тези от Западна Европа са били с по 30 – 40 вагона и са превозвали по около 1000 души. За транспортиране на жертвите са били използвани и камиони и каруци, а тези от най-близките селища са били откарвани пеша.
Полските евреи са депортирани при особено тежки условия. Обитателите на по-малките гета биват принуждавани да изминават много километри до най-близката гара, където ги чака влаковата композиция. Там биват затваряни в товарни вагони, можещи да поберат 60 – 70 души, но понякога вътре са натъпкани по 150 души. Пътуването можело да продължи до два дни, а затворените във вагоните евреи често умират от липса на въздух или от изтощение. През зимата на 1942/43 г. депортираните често умират от студ в неотоплените вагони. Има случаи, в които повечето от транспортираните умират още преди да достигнат до лагера. Малцината, които опитват да избягат, обикновено падат убити от куршумите на ескорта. Не е известно дали някой от успелите да избягат от транспорта за Собибор е оцелял след войната.
Малко по-добри са условията, в които са транспортирани западноевропейските евреи. Първите транспорти от Холандия пристигат с пътнически вагони, а останалите в товарни вагони, приспособени така, че в минимална степен да изпълняват функцията на пътнически вагони. На холандските евреи е позволено да се снабдят с вода по време на престоите на влака. Но и в холандските претъпкани, задушни и неотоплени вагони има смъртни случаи. Евреите чужденци обикновено нямат представа за съдбата, която ги очаква, но въпреки това и от тези транспорти има опити за бягство.
Трасето на „специалните влакове“ свършва на гара Собибор. Гарата остава отворена за нормалните пътнически влакове. Ако композицията се състои от повече вагони и не може да се събере на рампата, бива разделяна на части. С помощта на локомотив всяка от тези части бива откарвана на рампата и след разтоварването връщана обратно, за да се освободи място за следващата част. Локомотивите са обслужвани от специално назначени немски железничари; ескортиращите транспорта и полските железничари, нямат право да влизат в лагера. Обикновено комендантът бива предупреждаван за пристигането на транспорта половин час по-рано и всички членове на хитлеристкия персонал оставят своите текущи задължения, за да се заемат с ликвидирането. Възможно е този принцип на работа да е бил въведен от Франц Щангл, който много държи всеки есесовец от персонала да бъде пряко ангажиран в процеса по екстерминация.
Ликвидацията на транспортите се извършва по схема, разработена в лагера в Белжец. Щом вагоните спрат на рампата, затворници отварят вратите им и нареждат на пътниците да напуснат влака. Помагат им да слязат и да свалят багажа си. След това немските пазачи разделят децата и жените от мъжете. Отделно събират тези, които не могат да се придвижват самостоятелно: старци, инвалиди, ранени и болни, малки деца без придружители. Случва се транспортите да бъдат приемани под звуците на музика, пусната на запис или свирена от лагерния оркестър. Понякога се прави селекция, при която младите и силни мъже са отделяни, за да останат като работници в лагера. В близост до лагера на смъртта в Собибор действат няколко малки трудови лагера за евреи. Най-големият е в Крихов, а останалите се намират в Адампол, Новоселки, Осова, Сайчице и Савина. Някои от селектираните на рампата в Собибор биват изпращани да работят в тези лагери. Когато през есента на 1942 г. трудовите лагери са ликвидирани, много от затворниците са изпратени отново в Собибор – този път за да бъдат убити. Тези, които могат да се придвижват сами са откарвани най-напред в голямата барака на лагер II, където са принуждавани да си оставят багажа. След това ги откарвали на плаца-съблекалня. Там ги очаквал един от офицерите, обикновено SS-обершарфюрер Херман Михал, който обличал бяла престилка, за да прилича на лекар. Той говори на евреите с учтив тон, извинявайки се за неудобствата при пътуването, и ги уверява, че след изкъпването и дезинфекцията, ще могат да си отпочинат в новите си квартири. Свидетели разказват, че успявал да бъде толкова убедителен, че слушайки го, жертвите спонтанно го аплодират и дори пеят и танцуват от радост. Понякога жертвите са подканяни да изпратят картички на близките си, в които да напишат, че са пристигнали благополучно и се радват на добро здраве. Хитлеристите правят всичко това с цел да успокоят страховете на евреите, които до този момент не са били депортирани в лагери на смъртта, и същевременно да се сдобият с адресите им. Процедурата по ликвидиране на транспортите не винаги обаче протича спокойно. На жертвите често се налага да изминат цялото разстояние до газовите камери със страшна бързина, под ударите на колани и камшици. Най-често така брутално са третирани полските евреи, които в много по-голяма степен от гражданите на други държави си дават сметка за това, което ги очаква.
Принципно е прието транспортите да бъдат ликвидирани единствено денем. Ако се случи да пристигнат след залез слънце, трябва да изчакат под охрана до разсъмване на територията на лагер II. Преди да влязат в газовите камери жертвите са принуждавани да предадат всичките си ценности и да се съблекат голи. Златото, парите и ценностите предават на един от офицерите, разположен в малка будка до входа на „маркуча“. Той им дава номер, който да запомнят, за да могат след „дезинфекцията“ да получат своите ценности. Първоначално всички жертви – мъже, жени и деца – се събличат едновременно на плаца съблекалня. След няколко месеца процедурата е променена – мъжете продължават да се събличат на плаца, а децата и жените в закрита съблекалня, състояща се от три свързани помежду си бараки, в една от които се помещава „фризьорът“, който отрязва косите на жените, преди да влязат в газовите камери.
Съблечените жертви преминават през „маркуча“ и отиват до лагер III. Там са вкарвани в газовите камери. След затваряне на вратите, се включва двигателят. Обгазяването продължава не повече от 30 минути. Когато палачите се уверят, че всички жертви са мъртви, към работа пристъпват еврейските затворници, които извличат телата и почистват камерите от кръвта, повръщаното и изпражненията. Ако някой е оцелял след обгазяването, бива разстрелван с пистолет. Специално определени за тази задача затворници вадят златните зъби и мостове на жертвите и проверяват естествените отвори на тялото, търсейки укрити ценности. След приключване на огледа, с помощта на теснолинейката труповете се изхвърлят в масовите гробове. Специално определени за това затворници подреждат телата в правилни редици на дъното на гробовете.
Тези, които не могат да се придвижват самостоятелно са оставяни да чакат на рампата, като ги уверяват, че ще бъдат откарани в „лазарета“, където ще получат лекарска помощ. В действителност ги очаква смърт чрез разстрел. В първите седмици от дейността на лагера екзекуцията се извършва край яма, изкопана в края на горичката, на около 120 метра от рампата. Жертвите са закарвани там с каруци, теглени от затворници. По-късно, след построяване на теснолинейката, жертвите се извозват с нея до масовите гробове и там биват разстрелвани. В т. нар. „лазарет“ са разстрелвани нетрудоспособните работници, наказаните за различни провинения, както и тези от транспортите с малък брой евреи, заради които не си заслужава да бъдат пускани газовите камери.
Собибор в първия лагер на смъртта от акция „Райнхарт“, в който погребването на жертвите е заменено с кремация. Това решение е резултат от спецификата на местните условия. През лятото на 1942 г. масовите гробове са препълнени. В околността започва да се разнася миризма на разлагащи се трупове, а кладенците на лагера са застрашени от отравяне. През есента в лагер III е докаран багер, с който е изкопана яма за изгаряне, над която е издигната специална скара, направена от железопътни релси. Същият багер е използван и за отваряне на масовите гробове. Еврейските затворници изваждат от тях десетки хиляди разлагащи се трупове и ги изгарят върху скарата. От този момент нататък са изгаряни и труповете на жертвите от новите транспорти. Останалите след кремацията кости се натрошават на дребни частици и се заравят заедно с пепелта. При археологическите разкопки, проведени след войната са открити четиринадесет ями с такова предназначение.

### Броят на жертвите
В публикациите, посветени на темата, може да се намери различна информация относно броя на жертвите. Трудност представлява най-вече определянето на екзекутираните там полски евреи, тъй като за задграничните транспорти се е запазила богата документация, в това число почти пълните списъци на транспортираните.
През 1947 г. съдия Зджислав Лукашевич публикува на страниците на „Бюлетин на централната комисия за разследване на хитлеристките престъпления в Полша“ статия с резултатите от следствието във връзка с престъпленията в Собибор. Смята се, че броят на жертвите е най-малко 250 000. Този брой е повторен и в някои по-късни публикации по темата. За „над 250 000“ информира и възпоменателната плоча, поставена до входа на територията на бившия лагер.
Волфганг Шефлер, който участва като експерт в следствието и процеса срещу служителите в Собибор и Хаген (1965 – 1966), определя броя на убитите като най-малко 151 000. Адам Рутковски посочва цифрата 350 000 жертви. Йозеф Маршалек в своя непубликувана монография, посветена на Собибор, определя броя на убитите като 190 000. В по-късни публикации броят на жертвите се определя като по-малък. Раул Хилберг посочва 200 000, Юлес Шелвис, автор на първата монография за Собибор, посочва първоначално 237 – 257 хиляди, а по-късно 170 хиляди. Някои автори изчисляват обаче много по-голям брой: Томас Блат, оцелял затворник от Собибор, е убеден, че броят на убитите надвишава 250 000,а Марек Бем, че е поне 300 000.
Нова светлина по въпроса хвърля т.нар. телеграма на Хьофле. Документът, чийто автор е заместник-ръководителят на акция „Райбхарт“ SS-щурбманфюрер Херман Хьофле, съдържа конкретни данни за броя на евреите, убити до 31 декември 1942 г. в лагерите на смъртта в Белжец, Собибор и Треблинка и в концентрационния лагер Майданек. Разшифрован е от съюзническите криптографи, но съществуването му е разгласено едва през 2000 г. От телеграмата става ясно, че в периода, за който се отнася, в Собибор са убити 101 370 души. Липсва подробна статистика за броя на евреите убити през 1943 г.
През 2014 г. Р. Кувалек представя на страниците на „Zeszytów Majdanka“ („Записки на Майданек“) резултати от своите изследвания относно броя на жертвите в Собибор. Въз основа на задълбочен анализ на архивни документи достига до извода, че „най-близо до истината“ е цифрата 170 – 180 хиляди убити, от които повече от половината (93 000 жертви) са полски евреи.

### Разграбване на имуществото на жертвите
Първоначално на отнетите от жертвите предмети не се отделя особено внимание. Често голяма част от багажа им е изгаряна или закопавана. Едва след известно време са построени сортировъчни бараки и е създаден „сортировъчен отряд“ от затворници. Откраднатото имущество се транспортира с железницата. Ян Пьоновски, полски железничар, работил в Собибор, свидетелства, че злато и ценности са били извозвани средно два пъти седмично, а дрехи и други предмети два пъти месечно.
Дрехите се изпращат в трудовия лагер на т.нар. старо летище на ул. Хелмска“ в Люблин. Там се дезинфектират, сортират и изпращат по различни предназначения. Парите в брой и златото се предават на Банката на Райха в Берлин, бижутата и ценните предмети в Централния стопански и административен отдел на SS. Обикновените метални предмети се предават на войската, а тъканите се изпращат във фабрики, посочени от Министерство на икономиката на Райха. Косите, отрязани от жертвите са изпращани най-напред в Люблин, а оттам най-вероятно във фирмата на Пол Рейман.
С отнетите от евреите пари се финансират разходите по акция „Райнхарт“, в това число и разходите за транспорт до лагерите на смъртта.

## Затворниците

### Работнически отряд
От самото начало хитлеристите приемат, че целият физически труд и дейностите, свързани пряко с процеса на екзекутиране, ще бъдат изпълнявани от Arbeitsjuden, т. е. евреи затворници, които по този начин са временно спасени от умъртвяване в газовите камери. От транспортите са подбрани млади и силни мъже, годни да вършат тежък физически труд. Броят на затворниците в Собибор обикновено е около 600 – 650 души.
Първоначално работещите затворници се сменят непрекъснато, тъй като всеки ден биват разстрелвани или обгазявани група затворници. Скоро обаче хитлеристите се ориентират, че непрекъсната смяна на работници влияе негативно на трудовата продуктивност, затова в края на май и началото на юни 1942 г. организират постоянен отряд работници. Собибор е първият лагер на смъртта от акция „Райнхарт“, в който е приложено такова решение. Комендантът Франц Щангл го въвежда и в Треблинка, когато е преместен там през септември 1942 г.
Сред затворниците има и жени. Собибор е първият лагер от акция „Райнхарт“, в който те са изключвани от транспортите и наемани в трудовия отряд. Обикновено работят в кухнята, пералнята, помещението за сортиране и зеленчуковата градина, а също така и като чистачки в квартирите офицерите от SS. През последния период от дейността на лагера жените са изпращани да участват дори в строителните работи и в оръжейните работилници на лагер IV. Броят на затворничките нараства систематично, като през последните дни от дейността на лагера достига 150 жени и девойки.
Работниците носят обикновени дрехи и са поделени на групи, които изпълняват различни и строго определени задачи. Отрядите са ръководени от евреи наречени ‚капо‘, носещи специални шапки и снабдени с камшици. По-малките части се ръководят от унтеркапо (групов отговорник), а най-високо в затворническата йерархия стои оберкапо.
Работниците носят обикновени дрехи и са поделени на групи, които изпълняват различни и строго определени задачи. Отрядите са ръководени от евреи наречени ‚капо‘, носещи специални шапки и снабдени с камшици. По-малките части се ръководят от унтеркапо (групов отговорник), а най-високо в затворническата йерархия стои оберкапо. От юни 1942 до лятото на 1943 г. тази функция е поверена на Моше, наричан „генерален губернатор“ или „побърканият Моше“. Негови заместници за Бенямин Кац („Буньо“) и Херберт Шегел („Райвитзер“). През лятото на 1943 г. и тримата са разстреляни по подозрение е подготовка на бягство. Предадени са от Херберт Натаниел, германски евреин с прозвището „Берлинер“, който получава като награда за предателството е назначен за оберкапо. Поради доносничеството и своята бруталност „Берлинер“ бързо се превръща в обект на всеобща ненавист. Загива в края на септември и началото на август. Сред затворниците се разпространяват различни версии за смъртта му, като според най-популярната лагерната конспирация се възползва от факта, че временно е изпаднал в немилост пред германците и го ликвидират. Последният оберкапо в лагера е австрийски евреин на име Зигфрид Шпиц.
Няколкостотин затворници и затворнички живеят в лагер I. Те са поделени на различни работни отряди: „гаров отряд“ (Bahnhofkommando), който работи на лагерната рампа. Наброява 15 – 25 затворници. Облечени са в сини гащеризони и специфични шапки.
- „фризьорски отряд“ (Friseurkommando), чиято задача е да отрязва косите на жените, преди да бъдат вкарани в газовата камера.
- „горски отряд“ (Waldkommando), който осигурява дървесина за строежите и дърва за горене. Първоначално наброява 20 – 30 затворници, но през втората половина на 1942 броят им е увеличен, поради увеличените нужди от дърва за горене.
- „строителен отряд“ (Baumkommando), в чийто състав влизат зидари, бояджии и механици. Наброяват около 20 души.
- Отряд на занаятчиите, работещ на териториите на лагер I и II. Към него се числят шивачите, обущарите, златарите, перачките, готвачите, санитарите градинарите, работниците, грижещи се за селскостопанските животни, обслужващите склада за лекарства и козметика, унищожаващите ненужните документи и предмети.

Putzer (чистач) – група жени и млади момчета, почистващи сградите, използвани от персонала.
Около 150 – 300 евреи работя в лагер III. Задачата им е да опразват и почистват газовите камери, да вадят златните зъби и мостове на жертвите, да погребват останките, а по-късно и да ги кремират. Най-вероятно в тази група са влизали преди всичко мъже. Те са строго изолирани от останалите затворници. Всеки евреин, който види вътрешността на лагер III или има контакт със затворниците в него, е застрашен от смърт. Нито един от затворниците, работили в лагер III, не оцелява след войната, затова информацията за тях е оскъдна.
През лятото на 1943 г. в създаващия се лагер IV са изпратени около 60 мъже и 50 жени. Задачата им е да ремонтират, чистят и сортират плененото съветско оръжие.

### Лагерното ежедневие
За работещите евреи тежкият принудителен труд е единствената възможност за временно отлагане на смъртната присъда. Условията на живот и труд бързо довеждат до физическо и психическо изтощение на работниците, малцина са тези, които преживяват в лагер повече от няколко месеца. Най-тежка е ситуацията на евреите, работещи в лагер III. Средната продължителност на живота им в лагера не надвишава няколко седмици.
Типичният работен ден започва в 5:00 сутринта, когато тръба събужда затворниците, за да се мият и закусват. След това се провежда сутрешен апел, а в 7:00 работниците се отправят към работните си места. Работят до 17:00, като в 12:00 започва едночасова почивка. След приключване на работа те се връщат в бараките, където получават вечеря. Вечерният апел за почва в 18:00. Вечер затворниците са затваряни в бараките и в 22:00 се гасят светлините. В неделя най-важната работа се свършва до средата на деня, а следобед се почистват бараките.
Според официалния дневен порцион получават: за закуска – ръжено кафе или супа, за обяд – половин купичка каша (понякога и малко парченце конско месо), за вечеря – 200 г. хляб и кафе. Дажбите са абсолютно недостатъчни и повечето затворници постоянно гладуват. В най-благоприятна ситуация се намират членовете на „строителния отряд“, които първи се добират до багажа на жертвите и могат да си вземат от храната, която се намира в него. Същото могат да направят и тези, които работят в помещението за сортиране.
Затворниците имат ограничени възможности за лична хигиена. Разпространяват се въшки и дървеници, има и случаи на тиф.
Затворниците са принудени да работят с непрестанно бързо темпо, а офицерите се отнасят към тях с нечувана жестокост. Всеки, който работи твърде бавно или подразни с нещо пазачите, рискува да бъде бит и измъчван, да бъде подложен на глад или непосилно тежък физически труд, или да бъде изпратен в лагер III, което в очите на затворниците е равносилно на смърт. Нарушителите най-често получават по 10 до 30 удара с камшик. Друга форма на „дисциплиниране“ на затворниците е наказателната гимнастика по време на вечерния апел. През 1943 г. е създаден специален „наказателен отряд“ (Strafkommando), чиито членове са подлагани на постоянен тормоз и мъчения. Лагерът съществува за кратко, но нито един от изпратените в него затворници не оцелява. Затворничките са подлагани на сексуално насилие.
В Собибор, както и в другите лагери на смъртта важи правилото, въведено от Кристиан Вирт: „който не се справя, отпада“. Затворниците, които не са в състояние да работят повече, заради раните, болести или от изтощение, биват изпращани в III и разстрелвани. Едва в края на 1942 г. – поради намаляване на транспортите, което ограничава възможността убитите работници да бъдат заменени с други, хитлеристите дават на болните затворници правото на тридневна почивка.
Понякога се случва затворниците да не издържат тежките условия в лагера и да се самоубият. Самоубийства извършват преди всичко новите затворници и най-вече тези, които идват от Холандия и други западноевропейски страни. От друга страна в Собибор се създава нещо като заместител на социалния живот, а в свободното си време затворниците разполагат с малко повече свобода и възможности за почивка от тези в Белжец и Треблинка. Вечер могат да се посещават един друг в бараките, да играят карти или шах, а мъжете и жените могат да се свързват в двойки. По инициатива на капо и есесовските войници са организирани и принудителни „забави“ и танцови вечери. Веднъж дори е организиран футболен мач между полските евреи и евреите от други страни. Отслабването на дисциплината е особено характерно за последния период от дейността на Собибор, когато хитлеристкият персонал всячески се стреми да отклони вниманието на затворниците от приближаващата ликвидация на лагера. В този период на евреите дори се позволява да участват в религиозни практики. През октомври 1943 г. хитлеристите дори им позволяват да се съберат за молитва по случай празника Йом Кипур.
Почти от самото начало от съществуването на лагера е създаден и затворнически оркестър, а по-късно и хор.

## Опити за бягство и съпротива
Дезинформацията, съчетана с използване на брутална сила, позволяват на хитлеристите да си осигурят пасивност от страна на жертвите. Има случаи обаче, в които отвежданите на смърт евреи оказват активна съпротива. На 30 април 1943 г. в лагера пристига един от последните транспорти от гетото във Влодава, част от евреите атакуват палачите и правят опит да избягат. Избити са всички до един. През юни или в началото на юли 1943 г. в Собибор са докарани около 300 – 500 затворници от ликвидирания лагер в Белжец. Знаейки каква съдба ги очаква те още на рампата започват да се съпротивляват, в резултат на което са разстреляни веднага. Друг случай на съпротива има през септември 1943 г., когато жените докарани с транспорта от Вилно, веднага след отварянето на вагона започват да замерят палачите си със стъклени бутилки.
Работниците от Собибор запомнят един стар евреин, който веднага след пристигането си в лагера, заявява, че не вярва на хитлеристките уверения за „лека работа и добри условия на живот“, след което загребва в дланите си пясък се обръща към SS-обершарфюрер Карл Френц с думите: „Виждаш ли как разпилявам този пясък, бавно, песъчинка по песъчинка, а вятърът го разнася? Това ви чака и вас. Целият ви велик Райх ще изчезне като разпилян прах, ще се изпари яко дим!“. След това старецът тръгва с тълпата, мълвейки молитвата Шема Израел, а когато стига до думите „Един е Господ“ се обръща и удря плесница на Френц. Комендант Франц Райхлейтнер, който става свидетел на случилото се, отвежда стареца настрани и го разстрелва пред очите на всички останали.
От самото начало в Собибор цари строга дисциплина и безпощадна охрана на затворниците, затова там рядко са правени опити за бягство. През април 1942 г. обаче, още преди строежът на лагера да бъде завършен, двама от евреите работници избягват от лагера и успяват да се доберат до гетото във Влодава. Следващият беглец е млад евреин, който през юни 1942 г., успява да се скрие във вагона с извозваните дрехи. През декември 1942 г., на втория ден от Рождество Христово, трима еврейски затворници, между които една жена, избягват от Собибор заедно с двама украински пазачи. Еврейката и двама украинци се скриват в село Кожя Гура, но след няколко дни са предадени, заловени и убити от „кафявата полиция“. За назидание след бягството са разстреляни няколко десетки затворници. През юни 1943 г., дърводелецът Йосел Пелц от Тишовице и зидар от Хелм на име Яша успяват да избягат под прикритието на нощта през дупка в лагерната ограда. В отговор германците разстрелват двадесет затворници и засилват охраната на лагера, като прокопават ров.
Едно от най-известните събития в историята на Собибор е бунтът на „горския отряд“. Той избухва на 20 юли 1943 г., макар източниците да не са единодушни по отношение на датата. През този ден четиридесетчленния „горски отряд“, състоящ се от полски и холандски евреи, се отправя както обикновено към гората. Малко преди обедната почивка затворниците Шломо Подхлебник и Йосеф Копф са изпратени да донесат вода от село Жлобек. По пътя убиват екскортиращите ги пазачи и успяват да избягат. SS-обершарфюрер Вернер Дюбоа, който ръководи отряда, е обезпокоен от дългото отсъствие на затворниците и изпраща един от пазачите да ги търси. Пазачът скоро намира труповете на своите колеги. Дюбоа алармира офицерите от лагера и нарежда на останалите членове на „горския отряд“ да легнат на земята. Полските евреи, страхувайки се, че ще бъдат разстреляни, се втурват да бягат. Няколко от тях са застреляни по време на преследването, други са заловени и разстреляни в лагера. Шестима успяват да избягат и петима от тях доживяват края на окупацията. Холандските евреи, които не правят опит за бягство, са пощадени. От този момент нататък на полските евреи е забранено да работят извън границите на лагера.
Опит за бягство организират и затворниците от лагер III. Те правят опит да изкопаят тунел под оградата. Според Хаим Повружник започват да копаят в първите месеци на 1943 г., но в началото на април, когато са готови цели 30 метра от тунела, са предадени от един капо. Бягството не успява и близо 80 затворници са разстреляни. Според други източници това се случва в началото на септември 1943 г. Тогава в лагер III е извършена масова екзекуция, която офицерите обясняват като наказание за опита на тайнствени затворници да избягат. Разстреляни са 150 затворници от лагер III[. Останки от тунела са открити по време на археологически разкопки през 2013 г..

## Конспирацията и въстанието през октомври 1943 година
Най-вероятно мисълта за организирана съпротива се заражда в началото на 1943 г. Инициативната група се състои от няколко полски евреи, организирани от Леон Фелдхендлър, бивш ръководител на Юденрат в Жолкевице. Организираното движение за съпротива се създава в края на пролетта и началото на лятото на 1943 г. Няколко са факторите провокирали създаването му точно по това време. Основният е избиването на група евреи от ликвидирания лагер в Белжец, което силно впечатлява затворниците с Собибор, тъй като си дават сметка, че ги очаква същата съдба, ако Собибор бъде закрит. Друг фактор е намаляването на броя на транспортите, което буди опасения, че лагерът скоро ще бъде закрит. Започналото изграждане на лагер IV, също обезпокоява затворниците, тъй като е знак, че лагерът скоро ще смени предназначението си, което ясно говори каква съдба ги очаква. Досегашните опити за индивидуално бягство сочат, че такова не може да завърши с успех, затова затворниците решават, че единственият им изход е организираната съпротива.
Слабост в лагерната конспирация е фактът, че Фелхендлър и останалите от групата му нямат военен опит и необходимата квалификация за ръководене на организирано движение. Неблагоприятен фактор е и езиковата бариера между полските евреи и тези от други страни. В първия етап от конспирацията се разглеждат различни варианти за организирано бягство: отравяне на офицерите, хвърляне на гранати в немското казино, прокопаване на тунел под оградата, подкупване на пазачите, открадване на оръжие и униформи, подпалване на складовете с дрехи, за да се възползват от създалия се хаос. Нито един от тези планове не е реализиран. Планът за въоръжен бунт е разработен от холандски евреин, чието име е неизвестно, но вероятно е морски капитан ветеран от Международните бригади. Той възнамерява да открадне оръжие с помощта на подкупени пазачи и по този начин да осигури път за затворниците. Не е известно дали е действал в сътрудничество с групата на Фелдхендлър. Преди обаче да се стигне до реализация на плана, капитанът е предаден и след жестоки мъчения е убит. Хитлеристите разстрелват и 71 холандски евреи.
Повратна точка в историята на лагерната конспирация е пристигането (на 23 септември) на транспорт от Минск, в който се оказва група военнопленници, войници от Червената армия с еврейски произход. По-голямата част от тях е убита в газовите камери веднага след пристигането в лагера, но около 60 военнопленници остават живи и са изпратени да работят в лагер IV. Един от тях е поручик Александър Печерски „Саша“. Благодарение на своята смелост и войнска чест бързо става лидер на групата военнопленници. Привлича вниманието и на Фелхендлър и неговата група. Първата им среща е по-малко от седмица след пристигането на военнопленниците. Фелхендлър посвещава поручика в тайната на конспирационните действия и му предлага да поеме ръководството им. Въпреки първоначалните си колебания, Печерски решава да се довери на непознатия му затворник. Скоро след това е създаден т.нар. нелегален комитет, начело на който застават Печерски, а негов заместник става Фелдхендлър. Съветските военнопленници привнасят в новосъздадената организация своя военен опит, а полските евреи дават своя принос с познаването на топографията и условията в лагера. Място на срещите на конспираторите е женската барака в лагер I, която Печерски редовно посещава под претекст, че се среща с приятелката си, немска еврейка позната в лагера с името „Лука“.
Конспираторите са решени да не отлагат с избухването на въстание, тъй като зимата наближава и бегълците могат лесно да бъдат открити по следите в снега. Засилват се също и слуховете за скорошна ликвидация на лагера, до затворниците достига вестта, че голяма част от офицерите, в това число и комендант Вагнер, са в отпуск. Според голяма част от съзаклятниците, отсъствието на Вагнер, един от най-безмилостните и жестоки офицери, може да бъде решаващо за успеха на въстанието. Планът предвижда, членове на конспирацията да примамят под някакъв претекст хитлеристите и да ги убият тихо в складовете и работилниците на лагер I и лагер II. Ключова роля в ликвидирането на есесовците се пада на съветските военнопленници, като се предвижда те да бъдат разположени в невралгичните точки на лагера с помощта на участващи в конспирацията капо. Предвижда се след това нищо не подозиращите затворници да бъдат свикани на вечерен апел и да бъдат изведени през главната порта или през предварително приготвена дупка в оградата. Смята се, че лишените от ръководство и разполагащи само с незначителен брой муниции пазачи, няма да окажат значителна съпротива. Печерски и Фелдхендлър решават, че поради изключително високия риск, няма да посвещават в тайната затворниците от лагер III.
Избухването на въстанието е предвидено за 13 октомври 1943 г. На същата дата обаче в Собибор неочаквано пристига група офицери от трудовия лагер в Осова и въстанието е отложено с един ден. Първият етап от плана е реализиран почти изцяло успешно. Конспираторите успяват да примамят и убият безшумно дванадесет есесовци. Около 17:00 часа затворниците са събрани за вечерен апел, но по стечение на обстоятелствата конспираторите не успяват да отведат тълпата затворници до портата, без да събудят подозрение. SS-обершартфюрер Карл Френцел, който успява да избегне смъртта от ръцете на конспираторите, и пазачите от караула откриват огън по евреите, което принуждава малобройните въоръжени затворници да преминат в открита битка. Печерски бързо губи контрол над събитията, а тълпата затворници се спуска да бяга хаотично през лагерната ограда. От 41 до 158 или дори 230 – 270 затворници загиват на бойното поле от куршумите на офицерите и пазачите. Около 300 обаче все пак успяват да избягат в близката гора. Между 150 и 285 евреи – в това число всички затворници от лагер III – не правят опит за бягство и са заловени на терена на лагера. Не следващият ден са разстреляни до един.
Едва сутринта на 15 октомври германците успяват да организират преследване на избягалите от по-широк мащаб. Запазени немски документи от този период информират че от 22 октомври са заловени и убити 107 евреи. Близо две трети от избягалите успяват да се спасят от преследващата ги хайка, но повечето от тях загиват преди края на окупацията. По изчисления на Марек Бем, най-малко 61 избягали от Собибор са преживели войната, като 57 от тях са избягали по време на въстанието. Според Томас Блат цифрите са 62 избягали затворници, от които 53-ма по време на въстанието. Други автори посочват различни, но близки до тези числа. Сред оцелелите са осем жени, както и двамата водачи на въстанието – Печерски и Фелдхендлър.
Страхът, че бунтове като този в Треблинка и особено този в Собибор могат да се повторят, кара хитлеристите да проведат акция „Дожинки“, в която избиват близо 42 000 евреи от концентрационния лагер Майданек и трудовите лагери в Травники и Понятова.

## Ликвидиране на лагера
Незначителните разрушения, предизвикани от въстанието през октомври, са поправени бързо. Загубите сред офицерския персонал са запълнени чрез прехвърляне в Собибор на група офицери от ликвидирания междувременно лагер на смъртта в Треблинка. Бунтът на затворниците обаче предрешава по-нататъшната съдба на лагера. Райхсфюрер-SS Хайнрих Химлер се отказва от идеята Собибор да бъде превърнат в място за съхранение и ремонт на плененото съветско оръжие, като вместо това решава да ликвидира лагера и заличи всички следи от съществуването му. За изпълнението на решението му отговаря SS-хаупщурмфюрер Готлиб Хайринг, който преди това е бил комендант на лагера на смъртта в Белжец и на трудовия лагер в Понятова.
С оглед на факта, че затворниците, заловени на терена на лагера след въстанието са ликвидирани само ден по-късно, ликвидационните дейности са поверени на група от 200 евреи, докарани от ликвидирания лагер в Треблинка. Първите вагони пристигат на 20 октомври, а следващият вагон на 4 ноември. Сред докараните от Треблинка затворници е и Карл Блау, австрийски евреин, който преди това е изпълнявал функцията оберкапо в Треблинка.
В продължение на няколко седмици работниците товарят имуществото, съхранявано в складовете на лагера и извозват оръжието и мунициите от лагер IV. Една от задачите им е да съборят сградите, оградите и караулните кули, да демонтират всички съоръжения и да заличат следите от геноцида. Франц Сухомел, нацистът докаран в Собибор от Треблинка, след войната признава, че евреите са били принудени да работят с такова темпо и към тях са се отнасяли така, че много често те са предпочитали самоубийството. Междувременно сапьори от Вермахта обезвреждат поставените около лагера мини. На местата, където е погребан праха на жертвите, са засадени млади дръвчета. В края на ноември или началото на декември, когато основните дейности вече са завършени, всички еврейски затворници са разстреляни. Екзекуцията е извършена или на терена на лагер III, или в близката гора. Надзирават я Густав Вагнер и Карл Френцел.
В средата на декември лагерът е ликвидиран изцяло. От него остава само ремонтираната сграда на лесничейството и няколко бараки от тези, които са били заемани от пазачите. През януари 1944 г. там е разположен отдел на Baudienst (Строителна служба на Генералната губерния).

## Реакциите

### Население
Нацистите полагат значителни усилия да запазят в тайна предназначението на лагера. Местното население е информирано, че това е трудов лагер или транзитен лагер. Под смъртна заплаха е забранено на населението да се доближава до лагера, да поглежда зад оградата или да проявява какъвто и да било интерес към него. Вероятно обаче още през лятото на 1942 г. жителите на околните селища се ориентират какво се случва в лагера в действителност. В цялата околност се носи миризмата на разлагащи се тела, която стига чак до намиращия се на 35 километра Хелм. Жителите забелязват, че въпреки постоянното пристигане на транспорти, нито един евреин не напуска „транзитния лагер“, а напускащите Собибор влакове превозват само заграбени дрехи и предмети. Информация за случващото се в лагера изтича и от пазачите и офицерския състав. Те будят страх сред полското население, но част от селяните влизат в търговски отношения с пазачите, които след края на работния си ден се разхождат из околностите и харчат заграбените пари и ценности, купувайки си храна, алкохол и услугите на проститутки. В някои от стопанствата се организират специални забави за пазачите. В някои от околните селища действат дори специално организирани групи търговци и спекуланти, които доставят на пазачите алкохол и други търсени от тях стоки.
Дълго време геноцидът, извършван в Собибор остава в тайна и за еврейското население. Първите слухове се разнасят в най-близкия град – Влодава. През есента на 1942 г. в тамошното гето попадат двама от избягалите, работели в Собибор при строежа на лагера и станали свидетели на първите експериментални опити за убиване с газ. Това, което разказват обаче е посрещнато с недоверие. Единственият, който им вярва, е намиращият се във Влодава хасидски цадик от Радзин, Шломо Шмуел Лайнер. Доколкото е известно той нарежда новините от Собибор да се разпространят широко, да започне тридневен пост, а петдесетимата хасиди намиращи се в селището, да избягат в гората и поведат борба с окупатора. Въпреки всичко още в началото на 1943 г. много евреи вече знаят за съществуването на лагера.
Макар в окупирана Полша наказанието за помощ на евреите да е смърт, много от поляците подкрепят по различни начини избягалите от Собибор. Убежище сред полското население намират Леон Фелдхендлър, Курт Тихол и Филип и Симха Бяловичов. За помощта оказана от тях на евреите с медал „Праведник на народите на света“ са отличени членовете на семейство Марцинюк, семейство Мазурек и семейство Псуйка. От показанията и свидетелствата на оцелелите евреи обаче става ясно, че отношението на полското население към затворниците на лагера е по-скоро негативно. Още по-враждебно е отношението на украинското население, живущо на териториите на изток от Собибор.
Тереса Прекерова анализира 26 свидетелства на евреи и обръща внимание, че повечето негативни оценки не са свързани с конкретни случаи, а изразяват общо мнение. Освен това само част от оцелелите описват контактите си с полското население. Трудно е при такива обстоятелства да се определи реалния размер на негативните явления.

### Съпротивата и съюзническите правителства
От трите лагера на смъртта в акция „Райнхарт“, Собибор е най-трудно разпознат като такъв от страна на Полската нелегална държава. Причина за това са периферното му разположение, относително малкият брой приемани транспорти и незначителният брой реализирани бягства на затворници. Не без значение е и фактът, че през 1942 г. разузнаването на Армия Крайова концентрира усилията си в разпознаването на лагерите в Белжец и Треблинка. Първата информация на тема Собибор се появява в документите на Полската нелегална държава в края на пролетта и началото на лятото на 1942 г., в доклад, в който се констатира: „строителство на голям крематориум в Хелм“, което най-вероятно е неточно назоваване на лагера в Собибо. Още през юни 1942 г. Полската нелегална държава разполага с фрагментарна информация за лагера. В брой 22 на вътрешния бюлетин на Армия Крайова „Informacja Bieżąca“ (Текуща информация) от 16 юни се докладва за дейността на Белжец, който най-вероятно „трябва да замести […] новият лагер, строен край Хелм“. Първите съобщения за извършвания в Собибор геноцид се появяват в „Informacja Bieżąca“ бр. 27 от 27 юли 1942 г. Полското правителство в изгнание получава информацията за Собибор малко по-рано. На 1 юли 1942 г. на страниците на английския периодичник „Polish Fortnightly Review“, издаван от полското Министерство на информацията е публикувана статия за масовото избиване на евреи, написана въз основа на неоткрит до днес доклад със заглавие „Унищожаване на еврейския народ“ (Destrukcja ludności żydowskiej). В статията е представена информация (не съвсем точно) за избиването на повечето евреи от Люблин в „Собибор близо до Влодава“. Пише се също за миризмата на разлагащи се трупове, която се носи около лагера и за масовите екзекуции „с помощта на газ, автоматични картечници и дори щикове“, извършвани може би от литовски колаборационисти.
Наблюдения на лагера извършват и членове на локалните структури на Армия Крайова. Те събират информация от пияни германци и пазачи, както и от листчета, изхвърлени от превозваните във влаковете евреи. В документите на Армия Крайова се откриват кратки и не много на брой бележки на тема Собобор. Те са свързани преди всичко разширяването на лагера и подновяването на екстерминационната дейност през последните дни на декември. Липсва конкретна информация относно изпращаните в Собибор транспорти. Интересът на Армия Крайова към лагера в Собибор нараства през 1943 г. Тогава се отбелязва изпращането в лагера на транспорти от Франция, Холандия и СССР, както и от „частичните гета“ в Избица и Влодава, за кремацията на останките от масовите гробове, а също и за подготовката за ликвидиране на лагера. В докладите на Полската нелегална държава е отбелязан и бунтът на затворниците през октомври 1943 г. Разузнаването на Армия Крайова успява да се сдобие с по-точна информация за топографията на лагера, за персонала му, за отрядите на работниците, както и за техниките за екзекутиране. Не са направени опити да се установи точният брой на жертвите.
Групата Онег Шабат, действаща във Варшавското гето, през май и юни 1942 г. се сдобива с първата информация за лагера в Собибор. Източници на информацията са конспираторките Дрору, Фрумка Плотницка и Хавка Фолман, които в началото на юни пътуват между гетата и стават свидетелки на „изселването“ в Собибор. В Архива на Рингелблум са запазени и няколко документа, свързани пряко или опосредствано със Собибор. До еврейското население и организациите за организирана съпротива достига само незначителна част от тази информация.
Лагерът е известен на руските партизани, действащи на изток от Буг. Към един от техните отряди дори се присъединява един от пазачите дезертирали от Собибор. През пролетта на 1943 г. холандското правителство в емиграция се сдобива с информация за екзекутирането на холандски евреи в Собибор, но не се решава да я разпространи широко. Лагерът на смъртта в Собибор е споменат и в докладите на британското и на американското разузнаване. В столиците на съюзническите държави и в неутралните страни подобни информации се подминават с недоверие. Не получават съответната гласност и не предизвикват сериозни реакции. Безрезултатни се оказват усилията на полското правителство да накара съюзниците да предприемат действия за спасяване на евреите, в това число и ответни действия спрямо немските цивилни граждани.
Нацистите се опасяват, че Собибор може да бъде атакуван от партизани. През една лятна нощ на 1943 г. лагерът е събуден по тревога, а всички евреи са събрани под строга охрана на плаца за апели. Това събитие най-вероятно е свързано с акция на въздушно бойно подразделение на Армия Крайова „Надбужанка“ („Nadbużanka“), насочена срещу немското предприятие, което изгражда теснолинейката в участъка Собибор – Витично. В полски доклад акцията е погрешно описана като атака срещу „предприятието, което строи лагера на смъртта в Собибор“. Комендантът на Армия Крайова за област Влодава, майор Ромуалд Компф, наричан „Рокич“, твърди, че Армия Крайова подготвя атака срещу лагера на смъртта, но не успява да я реализира преди октомврийското въстание на затворниците.

## Следвоенна история
Германците са отблъснати от околностите на Собибор през юли 1944 г. В този период единствените запазени сгради от лагера са сградата на лесничейството и няколко бараки, в които са живели пазачи. В периода 1944 – 1947 г. някогашната рампа и споменатите сгради са използвани от комунистическата власт като междинен пункт за украинското население, изселвано от източната част на Люблинска област. Изселваните са били принудени да чакат в Собибор по няколко дни, докато влаковете бъдат композирани, и събарят бараките в търсене на дърва за огрев.
На 4 октомври 1945 г. прокуратурата в Люблин по искане на Централната комисия за разследване на хитлеристките престъпления в Полша за почва следствие срещу престъпленията, извършени в Собибор. Следствието води прокурор Кажимеж Схниерщайн и окръжен съдия-следовател Сергиуш Урбан. В рамките на следствието са изслушани някои от затворниците, оцелели от лагера, както и други свидетели, и е направен оглед на терена на бившия лагер. Следствието приключва през октомври 1946 г. Докладът с резултатите от следствието е написан от съдия Збигнев Лукашевич и е публикуван през 1947 г. на страниците на „Бюлетин на Централната комисия за разследване на хитлеристките престъпления в Полша („Biuletynu Głównej Komisji Badania Zbrodni Niemieckich w Polsce“). Това е първата полска публикация с аналитичен характер, посветена на лагера в Собибор.
В първите години след войната лобното място на хиляди евреи става обект на вандализъм. Извършители са „гробищните хиени“, които разкопават терена в търсене на злато и скъпоценности. Очевидци на дейността на „хиените“ стават следователите, които в периода 1945 – 1946 г. проучват останките от бившия лагер. В създадената от тях документация е запазена информация за разкопаване на масовите гробове, в които лежат кости и човешки останки.
През следващите няколко години теренът на бившия лагер остава неохраняем. Властите на Полската народна република не предприемат никакви мерки, за да бъде избегната профанацията. Еврейските институции съсредоточават усилията си в опазване паметта на жертвите в Треблинка и не предприемат аналогични действия що се отнася до Собибор. Някъде около 1959 г. Общинският съвет във Влодава предлага да бъде издигнат паметник на жертвите от Собибор, било той и скромен. Инициатива обаче е спряна от върховете на властта.
Паметта на жертвите е увековечена едва през втората половина на 60-те. На 27 юни 1965 г. на мястото, където се предполага, че са се намирали газовите камери е открита скулптура на Мечислав Велтер, представляваща отчаяна майка с дете на ръце. До фигурите се издига малък обелиск, символизиращ сградата с газовите камери. Малко по-далеч е издигната и могила мавзолей, чийто автор е Ромуалд Дилевски, който е и автор на цялостната композиция за увековечаване на паметта за жертвите. Там където е бил входа на лагера е изградена стена с надпис „Собибор“, на която са окачени четири каменни плочи. Надписите върху тях са отражение на тогавашната политика на комунистическата власт и оставят посетителите с впечатление, че Собибор е лобно място на представители на няколко народности, в това число и преди всичко на съветски военнопленници.
В периода на комунистическата власт в Полша Собибор се превръща по думите на Р. Кувалек в „едно от поредните забравени места на холокоста“. В края на 60-те години полската историография започва да губи интерес към лагера, като една от причините е емигрирането на много полски историци с еврейски произход, а другата политическия климат в страната. Историците Адам Рутковски и Йозеф Маршалек, които независимо един от друг създават монографии на тема Собибор, не успяват да публикуват трудовете си. В резултат Собибор е изтрит от историческата памет на поляците. В рамките на изследване, резултатите от което са публикувани през 2010 г., на въпроса кои места в Полша трябва да бъдат определени като паметници на геноцида над еврейското население, едва 1,9% от запитаните посочват Собибор.
В периода 1944 – 1993 г. извън границите на Полша се публикуват публицистични статии на тема Собибор, издават се спомени на затворниците, лагерът става обект на интерес от страна на историографите. Първата монография, посветена специално на лагера в Собибор е издадена през 1993 г. и неин автор е Жул Шелвис (холандски евреин оцелял от Собибор.
На 14 октомври 1993 г., по случай петдесетата годишнина от бунта на затворниците, е открит Музей на бившия хитлеристки лагер на смъртта в Собибор. Намира се в сградата, принадлежала преди това на детската градина на Собибор, железопътна гара. С усилията на Томас Блат, затворник, оцелял от Собибор, е променено съдържанието на плочите, поставени при входа. През 2003 г. на терена на бившия лагер е създадена „Алея на паметта“, карай която са поставени камери в памет на убити в Собибор евреи и на цели групи жертви. Музеят обхваща само част от територията на бившия лагер (9,82 хектара). На мястото на параклиса, край който се е намирал първия „лазарет“ е издигнат параклис „Успение Богородично“. Изграждането му се сблъсква с протест от страна на еврейските средища.
През септември 2008 г. правителствата на Полша, Холандия, Израел и Словакия, предприемат съвместна инициатива с цел създаване на музей в Собибор. Концепцията за музея е приета през 2013 г. При първата фаза на проекта са консервирани масовите гробове и други части от лагера. През 2017 г. е приключен строежа на самата сграда в сурово състояние. Откриването на музея е предвидено за 2019 г.

## Отговорността на палачите
До 2017 г. историците успяват да установят имената на 86 есесовци и на 128 пазачи, служили в Собибор. Малцина от тях обаче са подведени под наказателна отговорност. Двадесет и седем от идентифицираните са загинали по време на войната или скоро след края ѝ. Дванадесет са убити от затворниците по време на въстанието през октомври 1943 г. Много от членовете на лагерния персонал изчезват или по различни причини успяват да избегнат подвеждането под съдебна отговорност.
Първите процеси срещу персонала на Собибор във връзка със служебните им задължения там са от началото на 50-те години. На 8 май 1950 г. съдът в Берлин-Моабит осъжда Ерих Бауер на смърт. Влизането в сила на новата немска конституция намалява наказанието на доживотна присъда. На 25 август 1950 г. съдът във Франкфурт на Майн осъжда Хуберт Гомерски на доживотен затвор. Съденият в същия процес Йохан Клер е оправдан.
Най-важният процес против член на персонала на Собибор започва на 6 септември 1965 г. и продължава до 20 декември 1966 г. пред съда в Хаген. На подсъдимата скамейка са дванадесет офицери от SS. Единият е Карл Френцел, който е осъден на доживотен затвор. Петима са осъдени на лишаване от свобода от три до осем години, петима са оправдани. Дванадесетият подсъдим, Курт Болендер, се самоубива преди края на процеса.
Някои от пазачите в Собибор за осъдени в СССР. Един от процесите се води в Киев в периода 1962 – 1963 г. На подсъдимата скамейка се намират единадесет бивши военнослужещи от Травники (Trawniki-Männer), от които десет са осъдени на смърт, а един на 15 години затвор. Следващите процеси са през 1965 г. Първият от тях също се провежда в Киев и завършва със смъртна присъда за трима бивши пазачи от Белжец и Собибор. Вторият процес е в Краснодар, където на смърт са осъдени шестима пазачи.
Франц Щангл след Войната бяга в Италия, а след това в Сирия, откъдето през 1951 г. емигрира до Бразилия. През 1967 г. е арестуван и екстрадиран до Западна Германия. През 1970 г. съдът в Дюселдорф го признава за виновен в убийството на 900 000 души и го осъжда на доживотен затвор.
Густав Вагнер – смятан за най-жестокия нацист в Собибор –заминава заедно с Щангл за Италия, а после за Сирия. Оттам през 1950 г. емигрира в Бразилия. През 1978 г. е открит от „ловеца на нацисти“, Шимон Визентал. Искания за екстрадирането му подават правителствата на Полска народна република, ГФР, Австрия и Израел, но по различни причини те са отхвърлени от бразилските власти. На 3 октомври 1980 г. Вагнер е намерен мъртъв в дома си. Официално като причина за смъртта му е обявено самоубийство, макар много обстоятелства да сочат, че със смъртта му може да са замесени трети лица.
През 1975 г. Михаел Ханушяк, украински имигрант с леви убеждения, публикува списък със 70 украински военнопрестъпници, които пребивават на територията на САЩ. В списъка е и името на Иван (Джон) Демянюк, идентифициран като един от пазачите в Собибор. По време на следствието няколко оцелели от холокоста разпознават в лицето на Демянюк „Иван Грозни“ – известен с жестокостта си пазач, който обслужва газовите камери в Треблинка. През 1986 г. Съединените щати лишават Демянюк от гражданство и го депортират в Израел. През април 1988 г. съдът в Йерусалим го осъжда на смърт. Скоро след това обаче се появяват доказателства, които сочат, че „Грозни“ всъщност е бил някой на име Иван Марченко. В резултат на това през 1993 г. израелският Върховен съд оправдава Демянюк, а скоро след това той се връща в САЩ. През 2009 г. е депортиран отново, този път в Германия. Две години по-късно съдът в Мюнхен го осъжда на пет години затвор за съучастие в убийството на 29 060 евреи в Собибор. Демянюк умира през март 2012 г., преди да излезе решението на апелативния съд.

## В културата
Лагерът на смъртта в Собибор, и особено въстанието на затворниците през октомври 1943 г., са представени в британския телевизионен филм „Бягство от Собибор“ (англ. Escape from Sobibor) от 1987 г. Режисьор на филма е Джак Голд, а главните роли са поверени на Рютгер Хауер, Алън Аркин и Йоанна Пацула.
За въстанието на затворниците в Собибор разказва и руският филм „Собибор“ от 2018 г. Във филма, чийто режисьор е Константин Хабенский, участват самият режисьор, Кристоф Ламбер, Фелис Янкел, Михалина Олшанска.